# Hitman 2
Hitman 2 es un videojuego de acción y sigilo desarrollado por IO Interactive y distribuido por Warner Bros. Games, para las plataformas PlayStation 4, Xbox One y Microsoft Windows. Es la secuela directa del videojuego Hitman de 2016 y el séptimo título correspondiente con la saga Hitman. Su lanzamiento se produjo el 13 de noviembre de 2018.
El videojuego presenta seis escenarios abiertos muy detallados y nuevos entornos para explorar. Como es habitual en la saga, el jugador dispone de una gran variedad de herramientas, armas, disfraces y diferentes técnicas de sigilo para llevar a cabo las misiones.

## Desarrollo
El videojuego fue anunciado oficialmente el 7 de junio de 2018, por IO Interactive y Warner Bros. Games. Fue lanzado el 13 de noviembre de 2018 para PlayStation 4, Xbox One y Microsoft Windows. Sin embargo, aquellos que preordenaron el juego en las ediciones Gold o Collector, pudieron jugarlo cuatro días antes de su lanzamiento oficial. Luego de su salida a la venta, se lanzarán dos expansiones que añadirán al juego nuevos escenarios, misiones y mapas para francotirador, entre otras cosas.